# Pallacanestro ai X Giochi dell'Estremo Oriente - Torneo maschile
Il X Campionato di pallacanestro ai Giochi dell'Estremo Oriente si è svolto nel 1934, a Manila.

## Risultati
| Manila 1934 | Repubblica di Cina | 42 – 26 (18-7) | Giappone |  |

| Manila 1934 | Filippine | 37 – 27 (23-13) | Repubblica di Cina |  |

| Manila 1934 | Filippine | 51 – 35 (29-16) | Giappone |  |

| Manila 1934 | Repubblica di Cina | 48 – 47 (23-19) | Giappone |  |

| Manila 1934 | Filippine | 44 – 33 (20-20) | Repubblica di Cina |  |

| Manila 1934 | Giappone | 40 – 38 (20-18) | Filippine |  |

## Classifica
| - | Paese              |
| - | ------------------ |
|   | Filippine          |
|   | Repubblica di Cina |
|   | Giappone           |